# Rhamphomyia mallos
Rhamphomyia mallos är en tvåvingeart som beskrevs av Walker 1849. Rhamphomyia mallos ingår i släktet Rhamphomyia och familjen dansflugor. Inga underarter finns listade i Catalogue of Life.